# Рам-Хамдан
Рам-Хамдан (араб. رام حمدان‎) —  деревня в Сирии, расположенная в нахие Мааррат Мисрин в районе Идлиб, мухафаза Идлиб. По данным Центрального бюро статистики Сирии (CBS), по данным переписи 2004 года население Рам-Хамдана составляло 1774 человека.

## История
9 сентября 2014 года во время гражданской войны в Сирии в результате взрыва погиб лидер исламистской группировки «Ахрар аш-Шам» Хассан Абуд. Также погибли по меньшей мере 20 руководителей группировки.